# Paul Courbon
Pour les articles homonymes, voir Courbon.
Paul Courbon, né à Saint-Étienne le 12 août 1879 et mort à Paris 14e le 14 mai 1958, est un psychiatre français.

## Biographie
Paul Courbon est connu comme collaborateur de Paul Sollier dont il épousera la fille Suzanne en 1913 et de Maxime Laignel-Lavastine. Médecin-chef de la section militaire de l'asile de Villejuif puis médecin de l’asile public d’Amiens et de l’hôpital de Stephansfeld en Alsace, il est en 1927 l'inventeur avec Gabriel Fail du syndrome d’illusion de Frégoli.
Il est le premier en 1932 à décrire l'Intermetamorphosis (en). 

## Œuvres
Outre des études dans des revues spécialisés sur la pansexualisme freudien, on lui doit les ouvrages :
- 1904 : Étude psychiatrique sur Benvenuto Cellini, 1500-1571
- 1919 : Les accidentés de la guerre, leur esprit, leurs réactions, leur traitement
- 1922 : De la sauvegarde des droits de l'individu et de la société dans l'assistance aux psychopathes
- 1924 : Pratique sémiologique des maladies mentales, guide de l'étudiant et du praticien, avec Paul Sollier